# Evan Ryan
Evan Maureen Ryan (nascuda l'any 1971) és una funcionaria nord-americana que va treballar de Secretaria Ajudanta Estatal d'Afers Educatius i Culturals des del 2013 fins al 2017. Abans d'esdevenir l'assistenta de Secretaria Estatal, va ser l'ajudant d'afers i relacions intergovernamentals pel llavors Vicepresident i actual President electe Joe Biden.

## Vida personal
Ryan va néixer l'any 1971 a Alexandria, Virginia, on es va criar en una família de classe mitjana de descendència catòlic irlandesa. Va casar-se amb un oficial de govern, Tony Blinken. Des d'aleshores va ser nomenada per Biden per esdevenir Secretaria Estatal, en una cerimònia bi-confessional a l'església Holy Trinity Catholic Church.